# Death Before Dishonor (альбом)
«Death Before Dishonor» — дебютный музыкальный альбом рэпера — 2 Pistols, выпущенный 17 июня 2008 года. Альбом включается себя исполнителей: T-Pain, Tay Dizm, Ray J, Slick Pulla, Blood Raw, Trey Songz, BMU и Tyra B.
Версия — «Candy Coated Diamonds» с участием Ферги (вместо Тайры Би), была опубликована на различные фан-сайты «The Black Eyed Peas».

## Критика
| Оценки критиков | Оценки критиков |
| Источник        | Оценка          |
| --------------- | --------------- |
| AllMusic        | [ 1 ]           |
| DJBooth         | [ 2 ]           |
| RapReviews      | 4/10            |

Альбом получил неоднозначные отзывы музыкальных критиков.
Музыкальный редактор «AllMusic» — Дэвид Джеффрис, неоднозначно отнесся к альбому, высоко оценив альбом 2 Pistols и J.U.S.T.I.C.E. League, но поняв, что уличных треков было меньше, для того чтобы придать ему достаточное качество для оценки, тогда он сказал:
Слишком мало, слишком поздно, чтобы называть это убедительным дебютом, но так же, как на любом альбоме Росса в Death Before Dishonor есть лишние синглы и достаточно флоридского колорита, чтобы фанаты были счастливыДэвид Джеффрис
Натан Славик из — «DJBooth» также похвалил продюсирование, но счёл — 2 Pistols средним рэпером, который выпускает нестандартные уличные треки, заявив, что «Death Before Dishonor» не совсем охватывает большую часть музыкальной сферы, сказав, что это те же— «She Got It» и «Eyes Closed», ремикшированный и переименованный для всего альбома.
Педро Эрнандес из — «RapReviews» раскритиковал альбом за невзрачные треки для вечеринок с безликим продюсированием и 2 Pistols за то, что в них есть только основы хип-хоп контента, заключив, что:
Если вы абсолютно любите этот тип рэпа и уже просмотрели хорошие вещи, 2 Pistols может быть что-то, чтобы задержать вас. Для всех остальных Death Before Dishonor доставляет такое же удовольствие, как наличие « пистолетов» и отсутствие патроновПедро Эрнандес

## Список композиции
| #  | Название                      | Продюсеры              | Участники               | Время |
| -- | ----------------------------- | ---------------------- | ----------------------- | ----- |
| 1  | «Intro»                       | J.U.S.T.I.C.E. League  |                         | 0:59  |
| 2  | «Death Before Dishono»        | Da Honorable C.N.O.T.E |                         | 2:09  |
| 3  | «She Got It»                  | J.U.S.T.I.C.E. League  | T-Pain и Тай Дизм       | 4:34  |
| 4  | «Been Throwin' Money»         | Da Honorable C.N.O.T.E |                         | 3:49  |
| 5  | «Gettin Money Mane»           | J.U.S.T.I.C.E. League  |                         | 4:29  |
| 6  | «Let’s Ride»                  | J.U.S.T.I.C.E. League  |                         | 3:38  |
| 7  | «Flex 2008»                   | J.U.S.T.I.C.E. League  |                         | 3:50  |
| 8  | «Eyes Closed»                 | J.U.S.T.I.C.E. League  |                         | 3:49  |
| 9  | «Phone (Скетч)»               |                        |                         | 0:21  |
| 10 | «You Know Me»                 | J.U.S.T.I.C.E. League  | Рэй Дж.                 | 3:36  |
| 11 | «We Run It»                   | J.U.S.T.I.C.E. League  | Slick Pulla и Blood Raw | 4:00  |
| 12 | «That’s My Word» (вступление) | J.U.S.T.I.C.E. League  |                         | 0:31  |
| 13 | «That’s My Word»              | J.U.S.T.I.C.E. League  | Трей Сонгз              | 3:27  |
| 14 | «Robbery»                     | Кони Конус             |                         | 3:15  |
| 15 | «Lookin Down on 'Em»          | Bolo «Da» Producer     | BMU                     | 4:37  |
| 16 | «Candy Coated Diamonds»       | D.A. on the Track Man  | Тайра Б                 | 3:42  |
| 17 | «From the Bottom»             | Yung Chill             |                         | 4:13  |

## Участники
- Винсент Абшер
- Лесли Брэтуэйт
- Dane’sha Bullard
- Bolo «Da» Producer
- Кони Коне
- Ja$mine Conner
- Ашанти Флойд
- Андре Грелль
- Кори Харрисон
- Da Honorable C.N.O.T.E
- J.U.S.T.I.C.E. League
- Имран Маджид
- Джонатан Мэннион
- Николь Морган
- Джиллиан Рассел
- Гленн Шик
- Джастин Трэвик
- 2 Pistols
- Finis «KY» White
- Янг Чу
- Yung Chill

## Позиции в чартах
| Чарт (2008)                  | Высшая позиция |
| ---------------------------- | -------------- |
| США «Billboard 200»          | 32             |
| США «Top R&B/Hip-Hop Albums» | 10             |
| США «Top Rap Albums»         | 6              |